# Библиотека „Др Вићентије Ракић” Параћин
Библиотека др Вићентије Ракић је јавна библиотека у Параћину, која је основана 1861. године као Прва параћинска читаоница. Своје корене има у Читалишту из 1861. године. Оно је основано 16. фебруара као удружење грађана. У исту је уписано 110 чланова који су је и издржавали.

## Локација
Општина Параћин у којој је смештена библиотека је у Средњем Поморављу. За споменик културе Зграда библиотеке у Параћину проглашена је 27. новембра 1984. године.

## Фонд библиотеке
Библиотека „др Вићентије Ракић” у Параћину поседује и књиге штампане у параћинској штампарији „Хаџи Лаза“ – Коста Хаџи Видојковић и синови, између Првог и Другог светског рата. Најстарија књига датира још из 1850. године. У почетку као читаоница имала је у свом фонду 50 књига, 3 мапе и 12 слика. Она је вероватно престала да ради ратне 1876. године
Тек 1920. године обнавља се традиција библиотека овог типа оснивањем „Касине и читаонице“ која ради до 1939. године. А најстарија књига је из 1850. године.

## Историјски преглед
Маја 1948. године основана је „Градска народна библиотека” а одлуком градског народног одбора из 1967. године формирана је као Народна библиотека са задатком да прикупља, обрађује, чува и даје на коришћење библиотечки материјал. Библиотека је добила име по педагогу др Вићентију Ракићу (1881—1969).

## Данас
Библиотека је данас модерна установа која у свом саставу има одељење са мултимедијалном учионицом и одељење са интернет читаоницом, а такође је и пуноправни члан COBISS.SR (кооперативни библиографски систем и сервис), што олакшава претрагу фонда који поседује.